# エミール・ハビービー
エミール・ハビービー（アラビア語: إميل حبيبي、1921年 - 1996年）は、パレスチナ人の小説家、ジャーナリスト、政治家。現代パレスチナ文学の作家であり、イスラエル国内でシオニズム体制に対抗しつつ、アラブ人とユダヤ人の共存を求めて活動した。パレスチナ系イスラエル市民を代表する作家のひとりである。

## 生涯
1921年にイギリス委任統治領パレスチナのハイファのキリスト教徒の家庭に生まれる。ワーディー・ニスナースというキリスト教徒が多い下町で育ち、高校卒業後に港湾部の製油所で働く。製油所での労働者体験が、のちの政治活動に結びついた。1942年にエルサレムに引っ越し、パレスチナ共産党に入党し、1943年に祖国解放同盟の創立メンバーとなる。ジャーナリストとしても活動を始め、エルサレム・ラジオのアナウンサーや週刊誌『ミフマーズ（al-Mihmaz magazine）』の編集者をつとめた。1946年に委任統治政府の本部がシオニストによって爆破された際、秘書としてつとめていた恋人が死亡している。
1947年にはシオニスト軍のパレスチナへの侵攻が始まり、1948年にイスラエル建国が成立した。ハビービーの兄弟の多くがヨルダンやシリアに逃れる中、ハビービーは妻子と共にハイファにとどまってイスラエル国籍を取得した。ハビービーのような立場のアラブ人は、パレスチナ系イスラエル市民やアラブ系イスラエル人と呼ばれる。イスラエル建国後にイスラエル共産党の主要メンバーとなり、1953年から1972年まで党が選出するクネセト議員をつとめ、1972年から1989年まで党のアラビア語機関誌『イッティハード』の編集長をつとめた。
ジャーナリズムと政治の世界で活動していたハビービーは、イスラエル高官の発言をきっかけに文学の道へと進んだ。それは「（イスラエルに）残ったパレスチナ人は存在しない。存在しているのであれば、ユダヤ人国家が建設された後にパレスチナでヘブライ文学が生まれたように、彼らを表現する文学があるはずだ」という内容だった。イスラエル国内のパレスチナ人はイスラエルの人口の約20%にあたるが、1966年まで軍政下で居住や移動を制限され、差別や格差による抑圧を受けていた。複雑な歴史的背景やアイデンティティを表現し、存在を証明するための手段としてハビービーは文学を選んだ。ハビービーは小説『六日間の六部作』（1968年）で名を知られるようになり、 『悲楽観屋サイードの失踪にまつわる奇妙な出来事』（1974年。以後『悲楽観屋』と略記）の成功で作家としての地位を確立し、寡作ながら評判を呼ぶ作品を発表し続けた。1989年にソ連のペレストロイカについての評価をめぐって『イッティハード』編集長と党執行部の役職を辞任し、ジャバル通りの事務所で執筆と文芸誌『マシャーリフ（Masharif）』の発行に携わった。死後は遺書によってハイファのカルメル山の麓に埋葬された。

## 作品
ほとんどの作品で故郷のハイファを舞台にしており、ハイファへの愛着、失われたハイファへの憧憬が込められている。イスラエル建国後の初の作品『マンデルバウム門』（1954年）は、子供や孫に会うためにイスラエルを出国する母親とマンデルバウム門で別れた体験をエッセイ風に書いた作品で、イスラエルに留まることを当初からテーマとしていた。『六日間の六部作』（1968年）では、第3次中東戦争でヨルダン川西岸地区とガザ地区がイスラエルに占領されたために20年ぶりに親族や友人が再会する皮肉な状況をユーモラスに描き、悲劇を喜劇に変える作風は人気を呼んだ。
イスラエルのパレスチナ人という、祖国にあって祖国を失い、敵国の市民として生きるという矛盾や不条理を最も描いたのは、代表作の『悲楽観屋』（1974年）だった。主人公はサイード・アブー・アン・ナハス・アル・ムタシャーイルという名前の男性で、家名の「ムタシャーイル」は悲観主義を意味する「ムタシャーイム」と楽観主義を意味する「ムタファーイル」という単語を混ぜた造語になっている。悲観と楽観を併せ持った存在であるサイードは、故郷ハイファで暮らすためにイスラエルの治安機関で内通者として働くが、こびへつらっても忠誠心を疑われて追い詰められていく。人間的な弱さと、その弱さを利用する側の両方を笑いによって表現した。この作品は、パレスチナ人が共有する喪失や疎外感を表現し、窮状と復活する力を描いていると評価されている。

### 主な著作
- 『マンデルバウム門』بوابة مندلباوم（1954年）
- 『六日間の六部作』سداسية الأيام الستة （1968年）
- 『悲楽観屋サイードの失踪にまつわる奇妙な出来事』الوقائع الغريبة في اختفاء سعيد أبي النحس المتشائل（1974年）
  - 日本語訳は山本薫訳、作品社、2006年。作品社サイト
- 『フタイエ』إخطية （1985年）
- 『グールの娘サラーヤー』خرافية سرايا بنت الغول （1991年）

## 評価、影響
ハビービーの作品は、イスラエル国内で生きるパレスチナ人の困難さをユーモアや諷刺を交えた文体で表現しており、国内外で評価を受けて世界各国で翻訳されている。ハビービーを含めイスラエルに残ったパレスチナ知識人の多くは、歴史や文化を抹消してユダヤ化しようとする流れに対抗する役割を自覚して行動した。
1992年にイスラエルの文学賞を受賞した際は、アラブ諸国の作家らが辞退を求める声明を出して批判した。ハビービーは批判に対して、パレスチナにおけるイスラエル国家の存在は消せないと認めた上で、アラブ人とユダヤ人の平等と共存を求める活動を続けた。晩年のハビービーは、TV番組のインタビューで次のように語っている。